# درویش زیم
درویش زیم (ترکی استانبولی: Derviş Zaim؛ زادهٔ ۱۹۶۴) کارگردان فیلم، و فیلم‌نامه‌نویس اهل جمهوری ترک قبرس شمالی است. وی از سال ۱۹۹۵ میلادی تاکنون مشغول فعالیت بوده‌است.